# Nods BE
| BE ist das Kürzel für den Kanton Bern in der Schweiz. Es wird verwendet, um Verwechslungen mit anderen Einträgen des Namens Nods zu vermeiden. |

Nods ist eine politische Gemeinde im Verwaltungskreis Berner Jura des Kantons Bern in der Schweiz. Der frühere deutsche Name Nos wird heute nicht mehr verwendet.

## Geographie

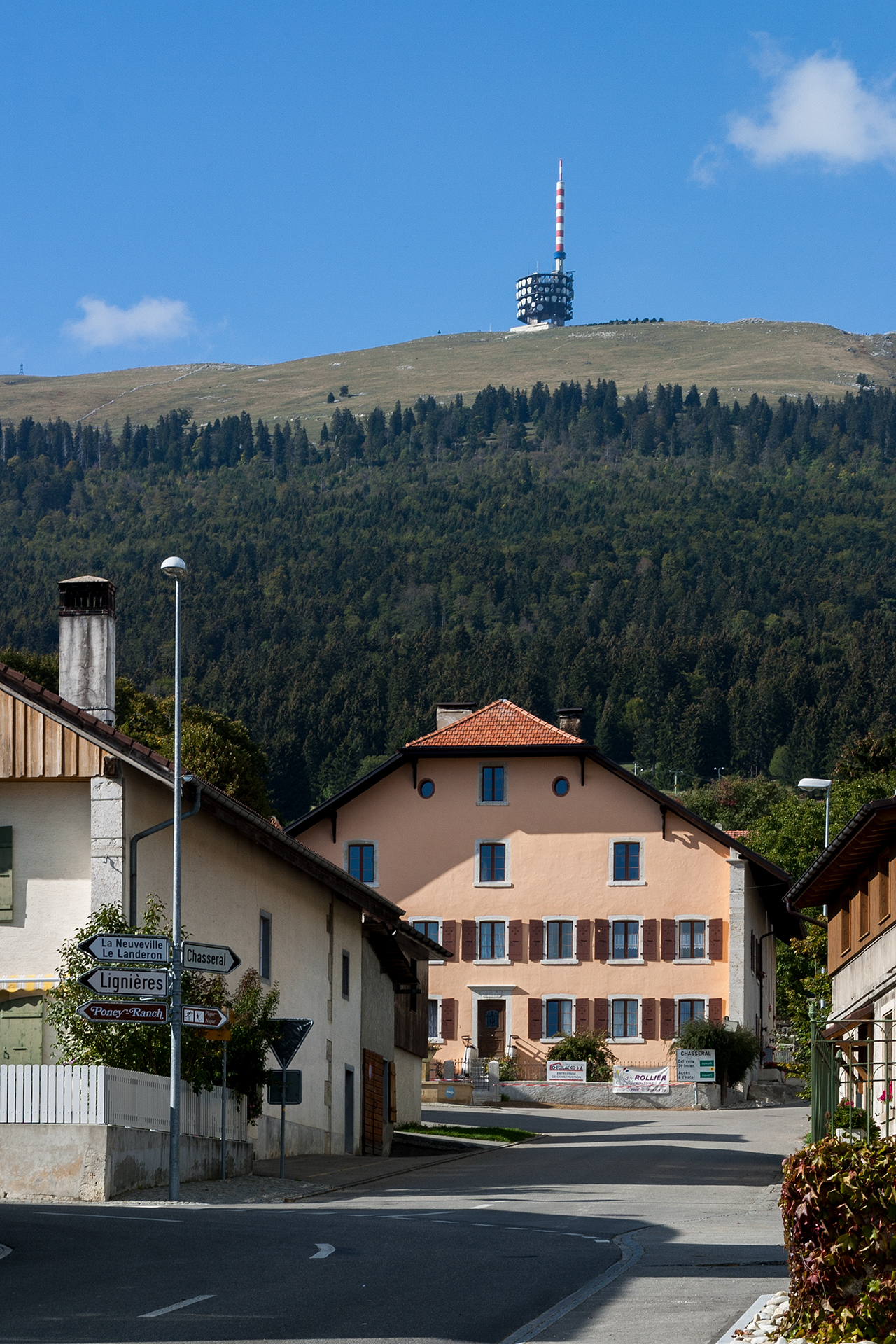
Nods mit dem Chasseral

Nods liegt auf 885 m ü. M., 13 km westlich von Biel (Luftlinie). Das Dorf erstreckt sich am unteren Südhang des Chasseral, rund 80 m über der Hochfläche der Montagne de Diesse (deutsch Tessenberg) oberhalb des Bielersees. Bei klarem Wetter reicht der Blick von Nods über das Schweizer Mittelland bis zu den Alpen.
Die Fläche des 26,7 km² grossen Gemeindegebiets umfasst im Süden den zentralen Abschnitt der ebenen Hochfläche der Montagne de Diesse (800 m ü. M.). Nach Norden erstreckt sich das Gebiet über den weiten Südhang der Jurakette des Chasseral bis auf dessen Gipfel, der mit 1607 m ü. M. den höchsten Punkt von Nods darstellt. Im Nordosten umfasst das Gemeindegebiet das Synklinaltal Les Prés Vaillons, das zwischen den Ketten des Chasseral und des Mont Sujet liegt. In diesem Bereich sowie auf der Höhe oberhalb Les Prés-d’Orvin befinden sich ausgedehnte Jurahochweiden mit den typischen mächtigen Fichten, die entweder einzeln oder in Gruppen stehen. Der Südhang des Chasseral, der eine Neigung von rund 20 – 30 % aufweist, ist mit dichtem Wald bestanden. Auf rund 1400 bis 1500 m ü. M. liegt die regionale Waldgrenze, darüber gibt es Weiden mit subalpiner Flora. Von der Gemeindefläche entfielen 1997 3 % auf Siedlungen, 53 % auf Wald und Gehölze, 44 % auf Landwirtschaft und etwas weniger als 1 % war unproduktives Land.
Zu Nods gehören die Weiler Les Combes (860 m ü. M.) am Südhang des Chasseral und La Praye (806 m ü. M.) auf dem Plateau de Diesse sowie zahlreiche Einzelhöfe. Nachbargemeinden von Nods sind  Plateau de Diesse, Orvin, Corgémont, Cortébert, Courtelary, Cormoret und Villeret im Kanton Bern sowie Val-de-Ruz und Lignières im Kanton Neuenburg.

## Bevölkerung
| Jahr      | 1850 | 1860 | 1870 | 1880 | 1888 | 1900 | 1910 | 1920 | 1930 | 1941 | 1950 | 1960 | 1970 | 1980 | 1990 | 2000 | 2010 | 2022 |
| Einwohner | 811  | 832  | 885  | 853  | 784  | 738  | 709  | 659  | 609  | 574  | 510  | 473  | 464  | 426  | 516  | 668  | 746  | 804  |

Mit 786 Einwohnern (Stand 31. Dezember 2023) gehört Nods zu den mittelgrossen Gemeinden des Berner Juras. Von den Bewohnern sind 85,0 % französischsprachig, 12,3 % deutschsprachig und 1,1 % portugiesischsprachig (Stand 2000). Die Bevölkerungszahl unterlag starken Schwankungen: Während 1870 885 Einwohner gezählt wurden, waren es 1980 nur noch 426 Einwohner. Seither wurden wieder deutliche Zuwachsraten verzeichnet.

## Politik
Bei den Nationalratswahlen 2023 betrugen die Wähleranteile in Nods (in Klammern die Veränderung im Vergleich zu den Wahlen 2019 in Prozentpunkten): SVP 42,98 % (+17,19), Grüne 16,07 % (−3,07), SP 12,75 % (+0,18), FDP 8,45 % (−0,15), glp 5,41 % (−4,83), EDU 4,98 % (−0,49), EVP 3,92 % (−3,66), Mitte 1,96 % (−3,00), SD 0,02 % (+0,02).

## Wirtschaft

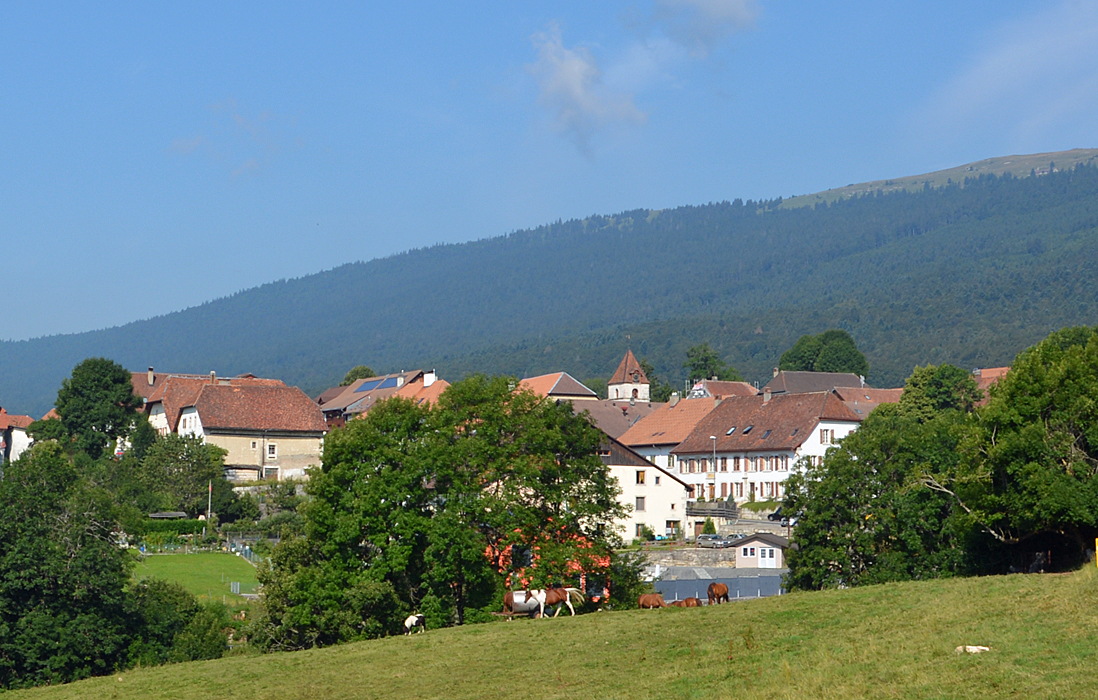
Nods BE

Nods war bis in die zweite Hälfte des 20. Jahrhunderts hauptsächlich von der Landwirtschaft geprägt. Seit etwa 1980 entwickelt sich das Dorf allmählich zur Wohngemeinde, was zu einer markanten Bevölkerungszunahme führte. Um den Dorfkern entstanden mehrere neue Wohnquartiere. Heute gibt es Arbeitsplätze in der Mechanik und im lokalen Gewerbe (darunter eine Käserei). Viele Erwerbstätige sind aber Wegpendler und arbeiten in Biel oder in der Region La Neuveville.

## Verkehr
Die Gemeinde liegt abseits der grösseren Durchgangsstrassen. Nods ist durch Kantonsstrassen mit Neuenburg, La Neuveville und Biel verbunden. Eine Strasse führt vom Dorf auf den Chasseral und weiter in das Vallon de Saint-Imier. Von La Neuveville verkehrt ein Postautokurs nach Nods, der auch die anderen bernischen Gemeinden des Plateau de Diesse bedient. Von 1963 bis 1993 war eine Sesselbahn von Nods zum Berggasthaus auf dem Chasseral in Betrieb.

## Geschichte

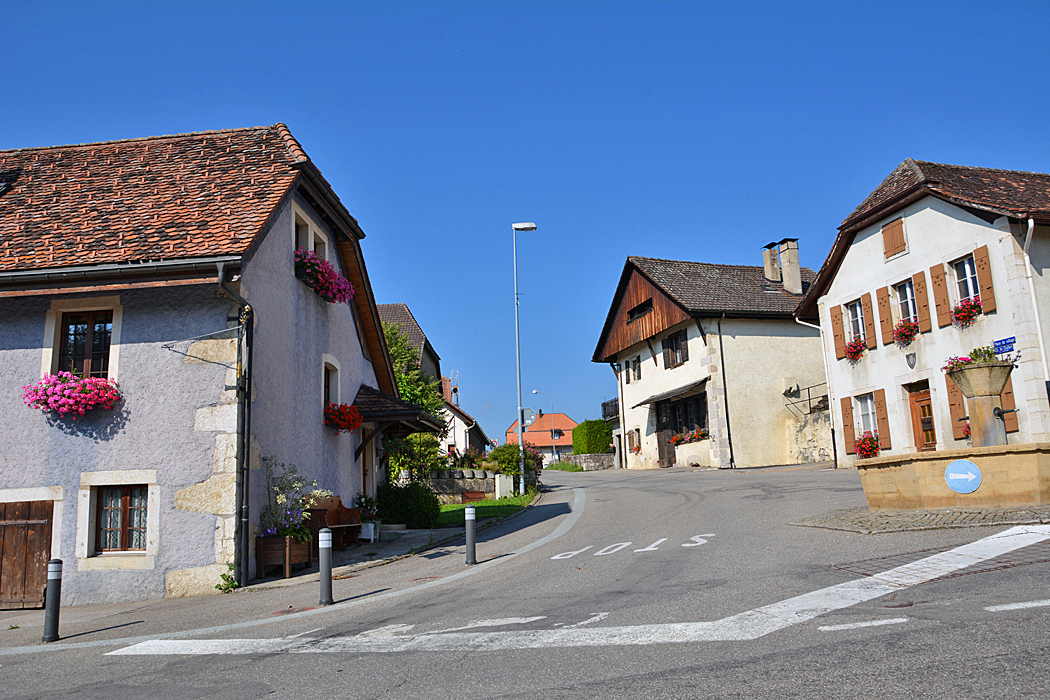
Dorfzentrum

Die erste urkundliche Erwähnung von Nods erfolgte im Jahr 1228. Der Ort gehörte den Grafen von Neuenburg, danach den Grafen von Neuenburg-Nidau. Die Oberherrschaft hatte das Fürstbistum Basel inne, das vor allem für gerichtliche und militärische Belange zuständig war. Während der Reformationszeit blieb Nods beim katholischen Glauben. Erst um 1550 wurde von der Stadt Bern die Reformation aufgezwungen, was einige Familien zur Auswanderung in das katholische Le Landeron oder Cressier bewog. Am 23. August 1798 fielen zahlreiche Häuser einem Dorfbrand zum Opfer. Von 1798 bis 1815 gehörte Nods zu Frankreich und war anfangs Teil des Département du Mont Terrible, das 1800 mit dem Département Haut-Rhin verbunden wurde. Durch den Entscheid des Wiener Kongresses kam der Ort 1815 an den Kanton Bern zum Amtsbezirk Erlach und 1846 zum neuen Amtsbezirk La Neuveville. Seit 1988 pflegt Nods Beziehungen mit der gleichnamigen französischen Partnergemeinde Nods im Département Doubs.
Im März 2012 hat es die Gemeinde Nods abgelehnt zusammen mit Diesse, Lamboing und Prêles zur Gemeinde Plateau de Diesse zu fusionieren.

## Sehenswürdigkeiten

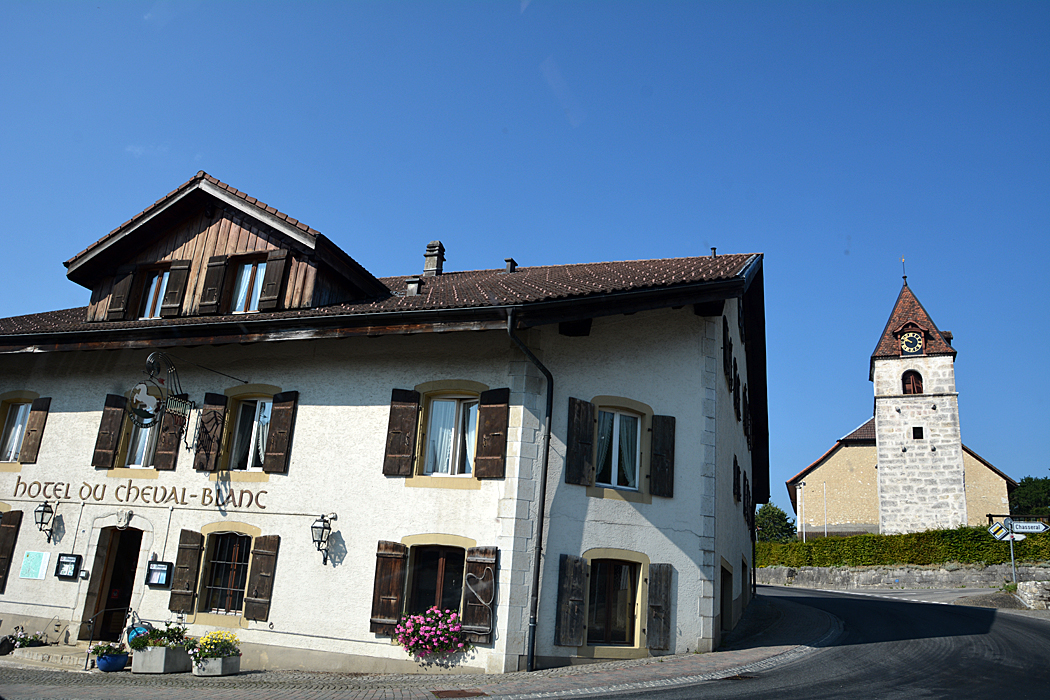
Dorfzentrum mit Tour de Beffroi

Die aus dem Jahr 1835 stammende reformierte Pfarrkirche wurde 1959–1961 renoviert. Sie ersetzte ein früheres Gotteshaus von 1639, an dessen Stelle nach der Einweihung der neuen Dorfkirche ein Schulhaus erbaut wurde. Seit 1708 bildet Nods, das vorher von Diesse abhängig war, eine eigene Pfarrei. Im Dorfzentrum steht der Gemeindeturm (Tour communale oder auch Tour de Beffroi), der 1689 erstmals erwähnt ist. Nods besitzt einen malerischen Ortskern mit zahlreichen charakteristischen Bauernhäusern des 18. und 19. Jahrhunderts.

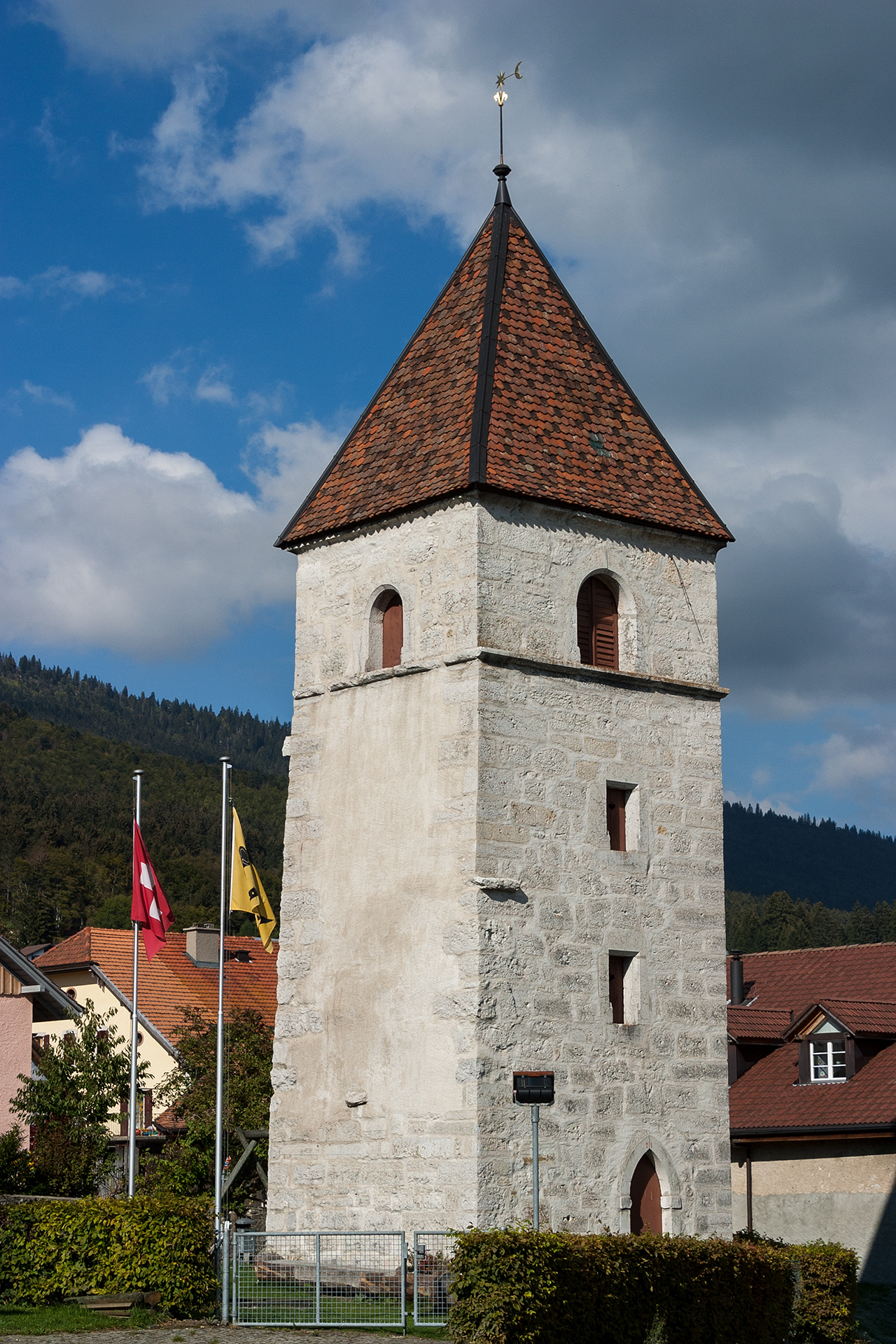
Tour de Beffroi
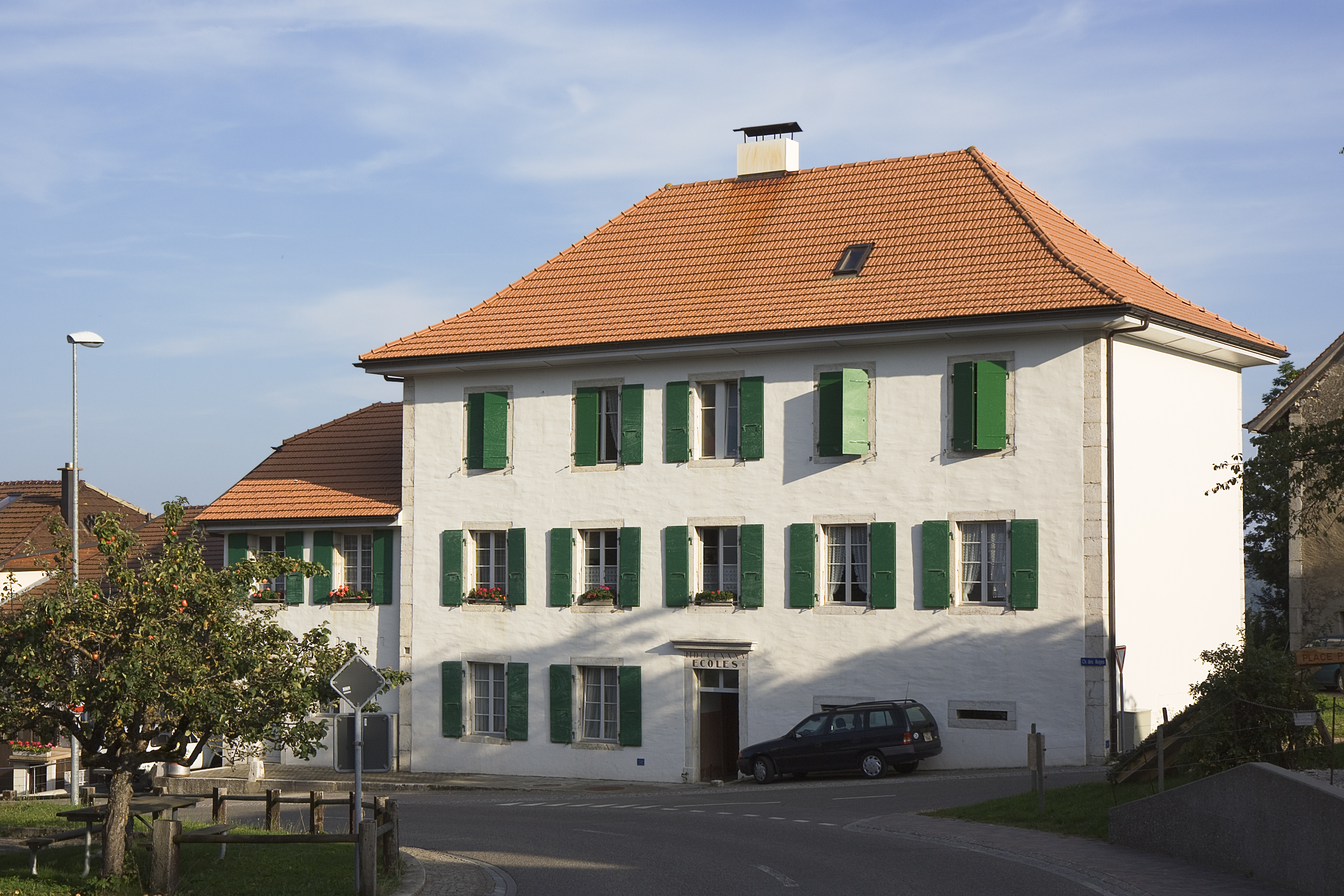
Das Schulhaus, welches an der Stelle der alten Kirche steht

## Persönlichkeiten
- Charles Naine (1874–1926), Politiker (SP)
- Noah Bögli (* 1996), Radsportler